# چورواش
چورواش (به مجاری:  Csorvás) یک منطقهٔ مسکونی در مجارستان است که در ناحیه بِکِش‌چابا واقع شده‌است. چورواش ۹۰٫۱۸ کیلومتر مربع مساحت و ۴٬۸۷۱ نفر جمعیت دارد.

## خواهرخوانده
شهر Ozun خواهرخواندهٔ چورواش هست.